# Федорковское сельское поселение
Федорковское сельское поселение — муниципальное образование в Парфинском муниципальном районе Новгородской области России.
Административный центр — деревня Федорково.

## География

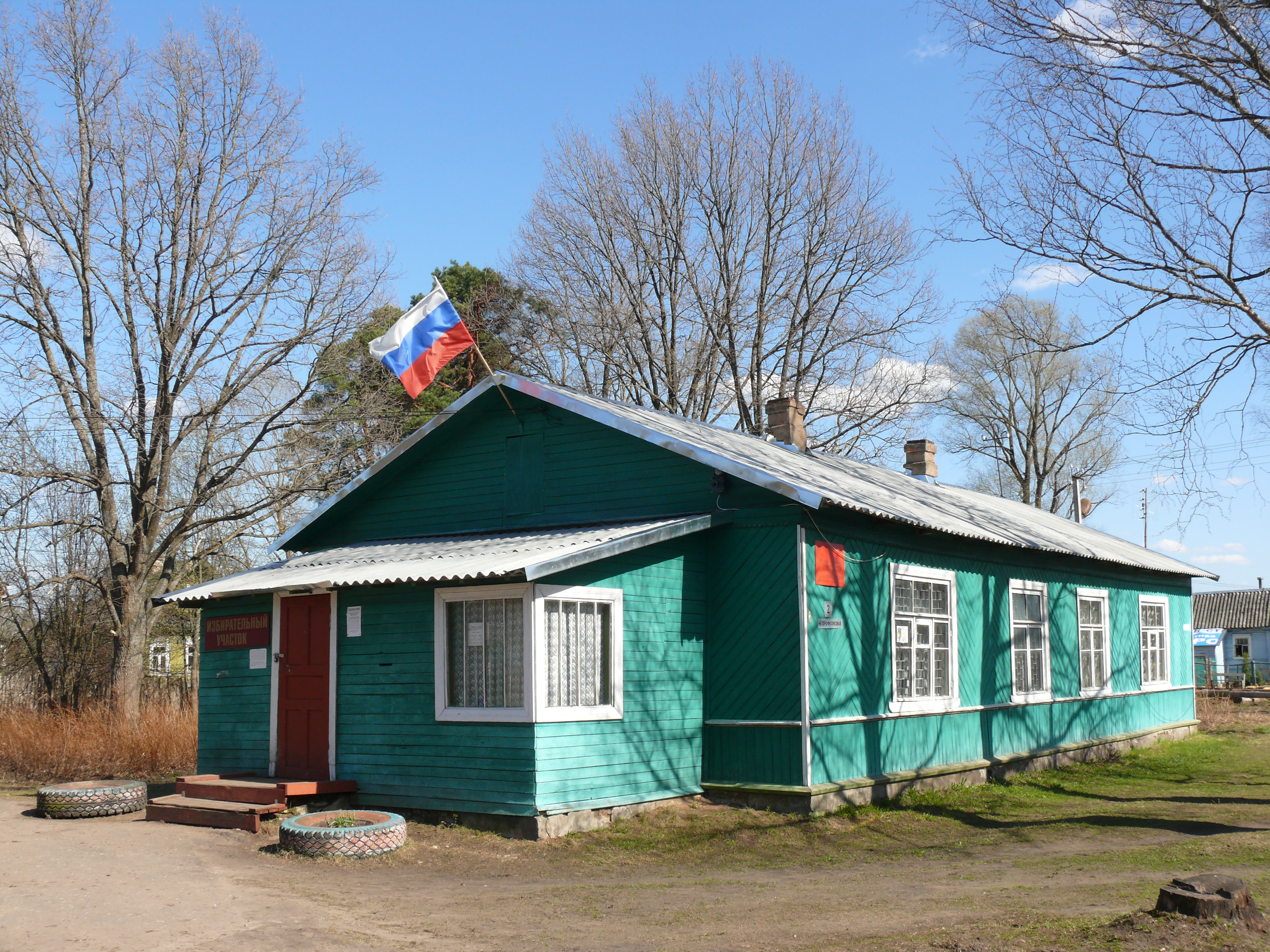
Администрация поселения

Территория сельского поселения расположена в центре Новгородской области. По территории протекают реки Ловать, Пола, Колпинка.

## История
На основании решения Новгородского облисполкома № 531 от 11 августа 1968 был образован Федорковский сельсовет Старорусского района с центром в Федорково путём выделения из состава Лазарицкого сельсовета Старорусского района, в его состав также вошли деревни: Парфино, Конюхово, Заклинье, Заостровье, Лазарицкая Лука, Иванково. В то время на территории сельсовета действовали цеха, магазины ОРС (отдела рабочего снабжения), два клуба и здравпункт Заильменской сплавной конторы; имелась бригада совхоза имени Лёни Голикова в деревне Парфино; работали Федорковская средняя школа и сельская библиотека. Указом от 13 октября 1968 года Президиума Верховного Совета РСФСР был образован Парфинский район в состав которого решением Новгородского облисполкома № 750 от 23 декабря 1968 года был передан Федорковский сельсовет. С марта 1975 года Заильменская сплавная контора была преобразована в Заильменский леспромхоз.
Исполком Федорковского сельского Совета народных депутатов прекратил свою деятельность с осени 1990 года, после чего действовал Президиум сельского Совета. В декабре 1991 года прекратил свою деятельность Президиум сельского Совета народных депутатов и начал действовать малый Совет сельского Совета народных депутатов. В октябре 1992 года совхоз имени Лени Голикова был преобразован в ТОО «Темп». С октября 1993 года прекратил деятельность Федорковский сельский Совет народных депутатов, после чего все исполнительно-распорядительные функции переданы в ведение администрации Федорковского сельсовета. В то время территории сельсовета были расположены как деревообрабатывающие предприятия: ООО «Голденвуд», ООО «Парфинолес», фирма «Модуль», ООО «Клён», пилорама ИЧП Космылева, а также прочие организации: Парфинский лесхоз, участок ЖЭУ «Парфиножилкоммунсервис», 4 магазина, сельская библиотека, спорткомплекс, фельдшерско-акушерский пункт, школа в Федорково, социальный приют для детей и подростков «Росток» и станция технического обслуживания автомобилей.
Статус, границы муниципального образования, а также наименование органов местного самоуправления установлены в соответствии с областным законом № 354 от 2 декабря 2004 года, а в соответствии с областным законом № 428-ОЗ от 10 марта 2005 года было установлено наименование представительного органа поселения (совет депутатов Федорковского сельского поселения), а также наименование главы поселения и администрации. Административно-территориальная единица — Федорковское сельское поселение (Федорковское поселение) было образовано в соответствии с законом Новгородской области об административно-территориальном устройстве области от 11 ноября 2005 года № 559-ОЗ. В состав населённых пунктов поселения вошли кроме деревень Федорковского сельсовета, также деревни Мануйловского сельсовета. Администрация Федорковского сельсовета Парфинского района Новгородской области была упразднена с начала 2006 года на основании постановления администрации Парфинского района № 420 от 18 октября 2005 года.
В соответствие областному закону № 723-ОЗ от 30 марта 2010 года Федорковское сельское поселение было вновь образовано путём объединения прежнего Федорковского сельского поселения с упразднёнными с 12 апреля 2010 года муниципальными образованиями Парфинского муниципального района — с Лажинским сельским поселением, Сергеевским сельским поселением и Юрьевским сельским поселением.

## Население
| 2010  | 2012  | 2013  | 2014  | 2015  | 2016  | 2017  |
| ----- | ----- | ----- | ----- | ----- | ----- | ----- |
| 3371  | ↗3419 | ↘3404 | ↘3360 | ↘3262 | ↘3229 | ↘3166 |
| 2021  |       |       |       |       |       |       |
| ↘2724 |       |       |       |       |       |       |

## Состав сельского поселения
| №  | Населённый пункт   | Тип населённого пункта          | Население |
| -- | ------------------ | ------------------------------- | --------- |
| 1  | Антипово           | деревня                         | 10        |
| 2  | Анухино            | деревня                         | 20        |
| 3  | Бабки              | деревня                         | 57        |
| 4  | Березицко          | деревня                         | 62        |
| 5  | Большие Бучки      | деревня                         | 4         |
| 6  | Большое Волосько   | деревня                         | 0         |
| 7  | Бор                | деревня                         | 0         |
| 8  | Вдаль              | деревня                         | 17        |
| 9  | Веретье            | деревня                         | 33        |
| 10 | Воронцово          | деревня                         | 9         |
| 11 | Гонцы              | деревня                         | 48        |
| 12 | Городок            | деревня                         | 3         |
| 13 | Городок-Дубровский | деревня                         | 0         |
| 14 | Городок-Лажинский  | деревня                         | 90        |
| 15 | Гридино            | деревня                         | 0         |
| 16 | Дретёнка           | деревня                         | 4         |
| 17 | Дубровы            | деревня                         | 26        |
| 18 | Ершино             | деревня                         | 0         |
| 19 | Заклинье           | деревня                         | 19        |
| 20 | Залесье            | деревня                         | 0         |
| 21 | Заостровье         | деревня                         | 2         |
| 22 | Зубакино           | деревня                         | 14        |
| 23 | Иванково           | деревня                         | 21        |
| 24 | Ивашово            | деревня                         | 4         |
| 25 | Кстечки            | деревня                         | 0         |
| 26 | Лажины             | деревня                         | 234       |
| 27 | Лазарицкая Лука    | деревня                         | 50        |
| 28 | Лазарицы           | деревня                         | 200       |
| 29 | Лукино             | деревня                         | 2         |
| 30 | Любохово           | деревня                         | 0         |
| 31 | Малые Бучки        | деревня                         | 2         |
| 32 | Мануйлово          | деревня                         | 34        |
| 33 | Маята              | деревня                         | 0         |
| 34 | Медведково         | деревня                         | 10        |
| 35 | Межники            | деревня                         | 0         |
| 36 | Навелье            | деревня                         | 2         |
| 37 | Ободово            | деревня                         | 2         |
| 38 | Парфино            | деревня                         | 240       |
| 39 | Парфино            | железнодорожная станция         | 106       |
| 40 | Плешаково          | деревня                         | 8         |
| 41 | Подборовье         | деревня                         | 4         |
| 42 | Подчесье           | деревня                         | 0         |
| 43 | Почаево            | деревня                         | 0         |
| 44 | Пустобородово      | деревня                         | 6         |
| 45 | Редцы              | деревня                         | 13        |
| 46 | Репище             | деревня                         | 0         |
| 47 | Ростани            | деревня                         | 12        |
| 48 | Рудново            | деревня                         | 117       |
| 49 | Рябутки            | деревня                         | 1         |
| 50 | Сачково            | деревня                         | 0         |
| 51 | Селиваново         | деревня                         | 13        |
| 52 | Сельцо             | деревня                         | 0         |
| 53 | Сергеево           | деревня                         | 393       |
| 54 | Слобода            | деревня                         | 12        |
| 55 | Слободка           | деревня                         | 4         |
| 56 | Старый Двор        | деревня                         | 3         |
| 57 | Сучки              | деревня                         | 1         |
| 58 | Тисва              | деревня                         | 0         |
| 59 | Тулитово           | деревня                         | 35        |
| 60 | Федорково          | деревня, административный центр | 1134      |
| 61 | Хмелево            | деревня                         | 82        |
| 62 | Щекотец            | деревня                         | 14        |
| 63 | Юрьево             | деревня                         | 190       |
| 64 | Ямы                | деревня                         | 4         |

На территории сельского поселения до 12 апреля 2010 года были расположены только 14 населённых пунктов: деревни Антипово, Большое Волосько, Воронцово, Заклинье, Заостровье, Иванково, Лукино, Любохово, Мануйлово, Медведково, Парфино (деревня), Сачково, Тулитово и Федорково.
С 12 апреля 2010 года в состав поселения вошли:
- 28 населённых пунктов (деревень) из упразднённого Лажинского сельского поселения[14]: Бабки, Большие Бучки, Бор, Вдаль, Веретье, Городок (на Колпинке), Городок (на Маяте), Дубровы, Залесье, Ивашово, Кстечки, Лажины, Малые Бучки, Маята, Межники, Навелье, Ободово, Подборовье, Подчесье, Почаево, Репище, Ростани, Рябутки, Сельцо, Старый Двор, Сучки, Тисва и Ямы;
- 12 населённых пунктов из упразднённого Сергеевского сельского поселения[14] — посёлок при станции Парфино и 11 деревень: Гонцы, Гридино, Дретёнка, Ершино, Зубакино, Лазарицы, Лазарицкая Лука, Плешаково, Редцы, Рудново и Сергеево;
- 10 населённых пунктов — деревень из упразднённого Юрьевского сельского поселения[14]: Анухино, Березицко, Городок, Пустобородово, Селиваново, Слобода, Слободка, Хмелево, Щекотец, Юрьево.

## Транспорт
По территории сельского поселения проходят пути Октябрьской железной дороги линии Бологое-Московское — Старая Русса — Дно-1. Есть автодороги в Парфино, в Старую Руссу и др. Автомобильный и железнодорожные мосты через Ловать, автомобильный мост через Полу.

## Достопримечательности
В деревне Городок находится городище железного века Городок на Ловати.